# 滨州家纺文化节
滨州家纺文化节又称家纺节，创办于2003年，于每年10月在被誉为“中国纺织之都”的滨州举行。重点纺织企业风采展，纺织、家纺、服装服饰等名优产品成果展，中国家纺精品展和家纺产业集群地方特色展。涉及棉纺织、毛纺织、印染、针织、棉复织、地毯、化纤、服装等8大行业。